# Curralinhos
Curralinhos es un municipio brasileño del estado del Piauí. Se localiza a una latitud 05º35'00" sur y a una longitud 42º46'40" oeste, estando a una altitud de 126 metros. Su población estimada en 2004 era de 4 035 habitantes.
Posee un área de 357,39 km². Forma parte de la Gran Teresina.